# Тумкур (округ)
Тумкур (канн. ತುಮಕೂರು ಜಿಲ್ಲೆ; англ. Tumkur) — округ в индийском штате Карнатака. Административный центр — город Тумкур. Площадь округа — 10 597 км². По данным всеиндийской переписи 2001 года население округа составляло 2 584 711 человек. Уровень грамотности взрослого населения составлял 67 %, что выше среднеиндийского уровня (59,5 %). Доля городского населения составляла 19,6 %.